# Wojciech Poznaniak
Wojciech Kazimierz Poznaniak (ur. 6 listopada 1941 w Mosinie, zm. 10 października 2019 w Poznaniu) – polski dr hab., prof. nadzw. psychologii, były rektor Państwowej Wyższej Szkoły Zawodowej w Koninie, emerytowany profesor Uniwersytetu im. Adama Mickiewicza, były profesor Wyższej Szkoły Pedagogicznej Towarzystwa Wiedzy Powszechnej w Warszawie, profesor SWPS Uniwersytetu Humanistycznospołecznego w Warszawie Wydział Zamiejscowy w Poznaniu, biegły sądowy.
Specjalizował się w psychologii klinicznej, psychologii osobowości, psychologii penitencjarnej, psychologii sądowej.
Syn Antoniego i Leokadii.

## Przebieg kariery
Pracę magisterską złożył w roku 1965, której promotorem był prof. Andrzej Lewicki. Pracował m.in. na stanowisku psychologa klinicznego w Miejskiej Poradni Zdrowia Psychicznego w Poznaniu i Zakładzie Karnym we Wronkach. Kontynuował również karierę naukową, podjął studia doktoranckie. W roku 1965 został zatrudniony na stanowisku asystenta, a w roku 1973 na stanowisku adiunkta w Instytucie Psychologii UAM. W roku 1982 uzyskał stopień doktora nauk humanistycznych w zakresie psychologii na podstawie rozprawy pt. „Postawy społeczno-moralne u więźniów recydywistów i pierwszy raz karanych”. Promotorem przewodu doktorskiego był profesor Andrzej Lewicki. W tym samym roku uzyskał również stopień doktora habilitowanego nauk humanistycznych na podstawie rozprawy pt. „Zaburzenia w uspołecznieniu u przestępców”, z zakresu psychologii penitencjarnej.
W 1992 uzyskał stopień profesora UAM.
Sprawował liczne funkcje na Wydziale Nauk Społecznych Uniwersytetu im. Adama Mickiewicza, był m.in. prodziekanem ds. nauki, wicedyrektorem ds. nauki w Instytucie Psychologii.
W Uniwersytecie im Adama Mickiewicza prowadził m.in. wykłady z agresji i przemocy oraz wykłady z psychologii sądowej w ramach ścieżki. Współpracował z Sądem Okręgowym w Poznaniu, gdzie prowadził wykłady dla aplikantów sądowych, był również stałym biegłym sądowym w sprawach rodzinnych i opiekuńczych oraz w sprawach karnych.
W latach 2007–2011 był rektorem Państwowej Wyższej Szkoły Zawodowej w Koninie. Zmarł 10 października 2019.

## Publikacje
- Brzeziński, J., Chyrowicz, B., Poznaniak, W., Toeplitz-Winiewska, M. (2008). Etyka zawodu psychologa. Warszawa: Wydawnictwo Naukowe PWN.
- Poznaniak W, Brzeziński J. (1994) Etyczne problemy działalności badawczej i praktycznej psychologów: Poznań, Wydawnictwo Humaniora.
- Poznaniak W. (1982) Zaburzenia w uspołecznieniu u przestępców: analiza niektórych mechanizmów psychologicznych. Wydawnictwo Naukowe UAM